# Hamulec cierny

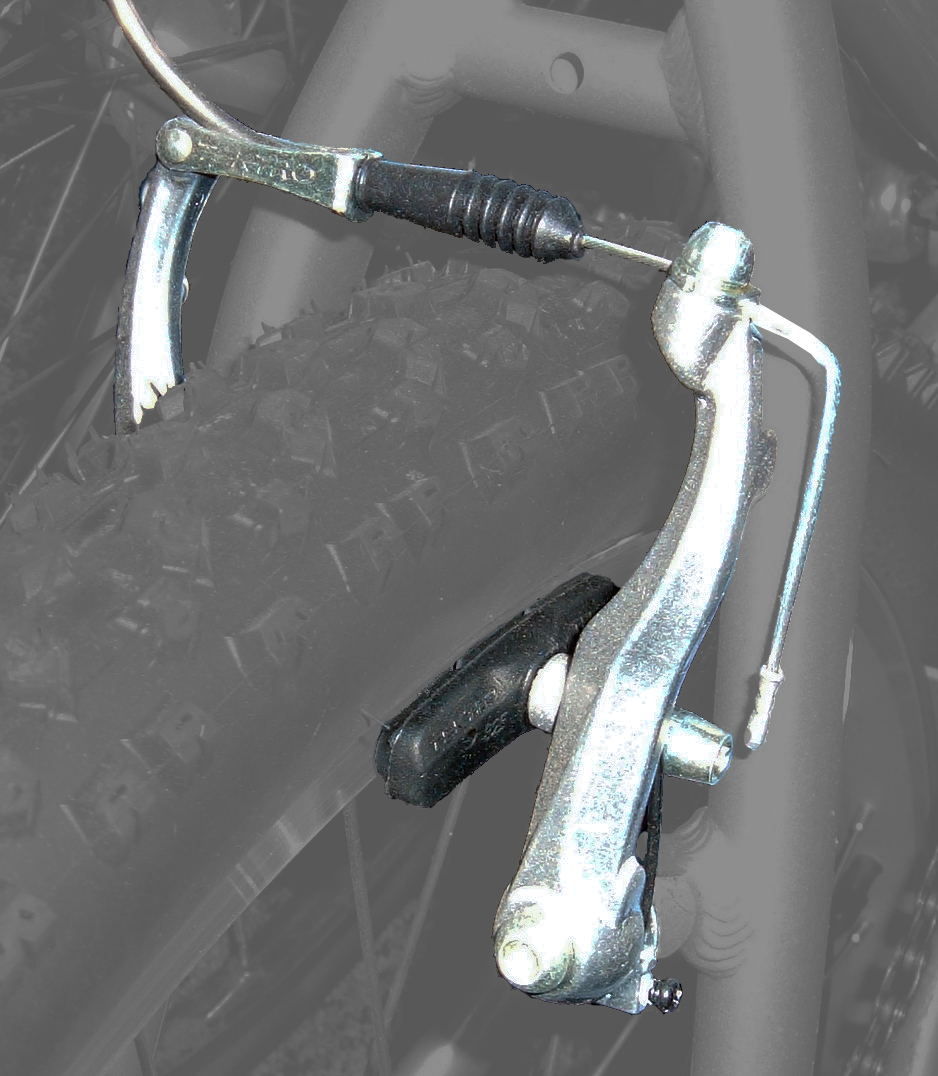
Hamulec rowerowy

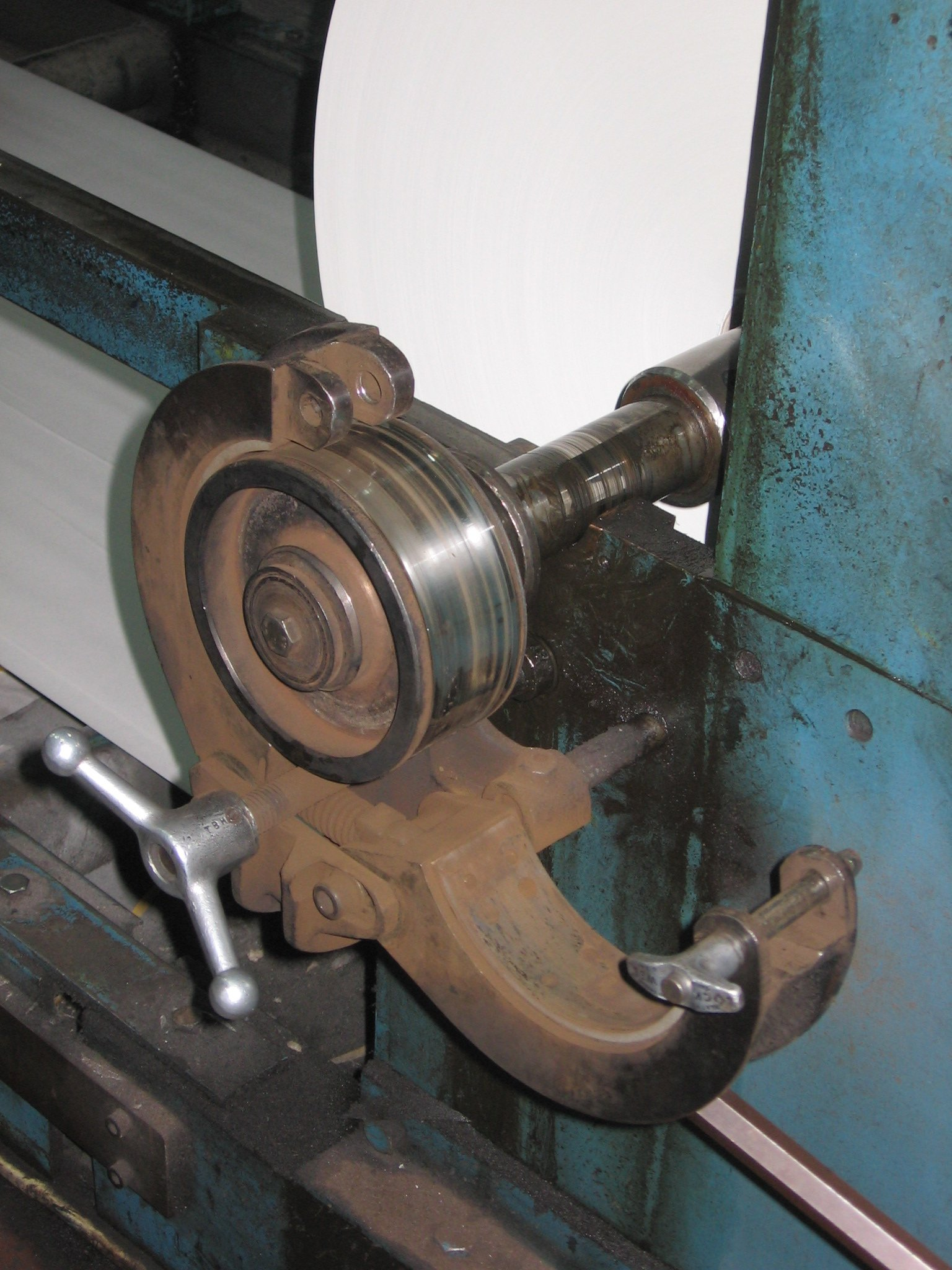
przemysłowy hamulec szczękowy

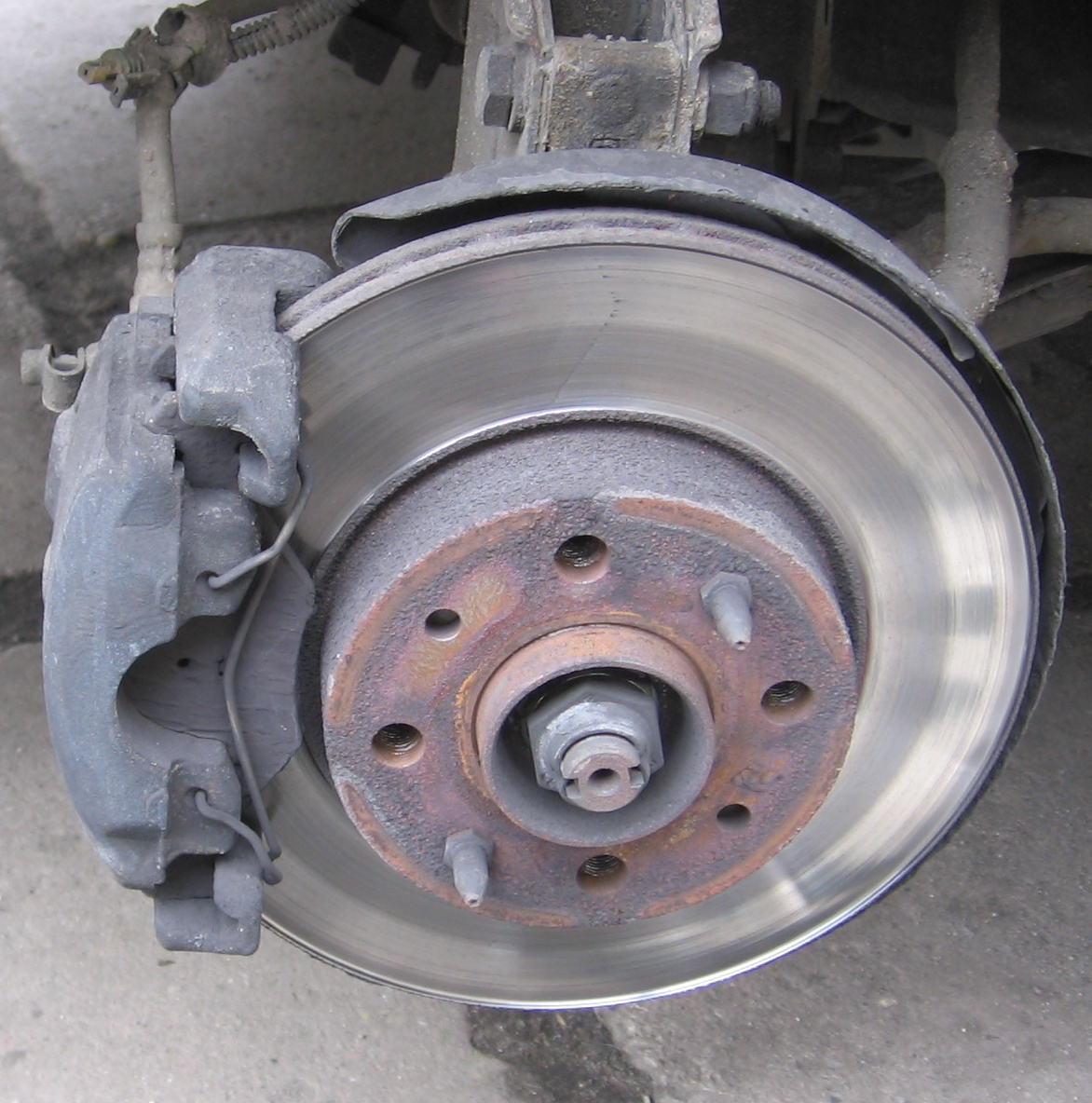
hamulec tarczowy w samochodzie

Hamulec cierny – hamulec, w którym pomiędzy członem hamowanym i hamującym występuje połączenie cierne. Człon hamujący (czynny) dociskany jest do hamowanego (biernego) przy wykorzystaniu mechanizmu wspomagania mechanicznego, hydraulicznego, pneumatycznego lub elektrycznego. Człon czynny jest zazwyczaj metalowym elementem lub parą elementów, w których część cierna – okładzina – wykonana jest z trudno ścierającego się oraz zapewniającego wysoki współczynnik tarcia materiałów takich jak żeliwo, staliwo, tkanina azbestowa nasycana żywicą epoksydową, wełna metalowa nasycona żywicą epoksydową, drewno, skóra, korek, filc itp. Wraz z odkryciem szkodliwości azbestu wykładziny zawierające tę substancję zostały wycofane z użycia i zastąpione innymi tworzywami kompozytowymi o podobnych właściwościach fizycznych.

## Podział hamulców ciernych[1]
Można wyróżnić następujący podział hamulców ciernych;
- Hamulce segmentowe
  - Hamulce klockowe
  - Hamulce szczękowe
- Hamulce taśmowe
- Hamulce tarczowe
- Hamulce pierścieniowe